# Brynolf Algotsson
Brynolf Algotsson, född senast 1248, död 6 eller 7 februari 1317, var biskop i Skara från 1278 till 1317.

## Biografi
Brynolf Algotsson var son till lagman Algot Brynolfsson och en i övrigt okänd Margareta Petersdotter, som av Claes Annerstedt på mycket svaga grunder antogs ha varit dotter till Algots företrädare som lagman Peter Näf (lejon).
Brynolf studerade vid Paris universitet, där han enligt en senare uppgift vistades i 18 år. Efter återkomsten till Skara blev han dekan och kanik vid domkapitlet och därefter år 1278 vald till stiftets biskop.
Han skaffade sig sin tids förnämsta bildning, och har utpekats som författare till fyra rimmade liturgiska officier om de svenska martyrerna Elin av Skövde och Sankt Eskil, om jungfru Maria och om en tagg ur Kristi törnekrona som fanns i Skara domkyrka. Dessa fyra diktverk anses vara de främsta som den svenska medeltiden frambringade. Han anses vara en stilsäker författarpersonlighet. I honom hade Sverige fått en poet som inte stod någon kollega på kontinenten efter.
År 1281 gav han ut en stadga som reglerade olika tionden, böter till biskopen vid olika brott, och lägersmål.
Brynolf var byggherre till borgen Lekkia år 1298 (nuvarande Läckö slott) på Kållandsö, initierade skrivandet av korstadga kallad Notulae Brynolphi, var ordförande vid prästmötet i Skara år 1280 där de äldsta statuterna från svenska kyrkoprovinsen härstammar. 
Brynolf fick 1277 flera gårdar av sin släkting (consanguineus) hertig Bengt och ägde också jord i Vedens, Kinne, Kåkinds, Kållands och Ås härader.
Efter sin död blev Brynolf föremål för en lokal helgonkult och man påbörjade processen för att få honom helgonförklarad. Han blev saligförklarad (beatificerad) 1492 men så långt som till kanonisering hann processen aldrig, innan Sverige nåddes av reformationen.
| ”                               | Av allt vårt hjärta och av all vår själ borde vi älska dig och följa i dina fotspår, du som värdigades dö för oss. Vi böjer oss inför ditt ärorika lidandes redskap, med vilka du åstadkommit vår frälsning. Vi tillbeder ditt segerrika kors. Ödmjukt förhärligar vi ditt diadem av törnen, spikarna som är röda av ditt blod, spjutet som stuckits in i din sida, dina sår, ditt blod, din segerrika död, din härliga uppståndelse, ty i allt detta finns en doft oss till liv. | „ |
| – Ur Officium till Törnekronan. | |   |